# Kletno (sielsowiet Suchopol)
Kletno (biał. Клятное, Klatnoje; ros. Клетное, Kletnoje) – wieś na Białorusi, w obwodzie brzeskim, w rejonie prużańskim, w sielsowiecie Suchopol.
Znajduje się tu filialna cerkiew prawosławna pw. Świętych Wiary, Nadziei, Miłości i ich matki Zofii, podlegająca parafii w Murawie.
W latach 1921–1939 miejscowość należała do gminy Suchopol.
Według Powszechnego Spisu Ludności z 1921 roku wieś zamieszkiwały 92 osoby, wszystkie były wyznania prawosławnego, jednocześnie zadeklarowały białoruską przynależność narodową. We wsi było 14 budynków mieszkalnych.